# V637 Возничего
V637 Возничего (лат. V637 Aurigae) — двойная звезда в созвездии Возничего на расстоянии (вычисленном из значения параллакса) приблизительно 21029 световых лет (около 6447 парсеков) от Солнца.

## Характеристики
Первый компонент (CCDM J05530+3624A) — жёлтая пульсирующая переменная звезда, классическая цефеида (DCEPS) спектрального класса G-F. Видимая звёздная величина звезды — от +10,37m до +10,05m. Эффективная температура — около 5985 K.
Второй компонент (TYC 2418-1209-1) — жёлтая звезда спектрального класса G. Видимая звёздная величина звезды — +11,7m. Радиус — около 2,76 солнечных, светимость — около 7,553 солнечных. Эффективная температура — около 5758 К. Удалён на 13,6 угловых секунды.